# Cathare
El Cathare es un queso de cabra de la región francesa de Languedoc-Roussillon. Se elabora en discos planos cuyas caras se cubren con polvo de carbón con la cruz occitana impresa. Bajo la corteza, el Cathare es blanco con una textura tierna y cremosa. Su sabor a leche de cabra se intensifica a medida que envejece, alcanzando su cima tras dos a tres semanas.